# Phyllopezus pollicaris
Phyllopezus pollicaris är en ödleart som beskrevs av  Johann Baptist von Spix 1825. Phyllopezus pollicaris ingår i släktet Phyllopezus och familjen geckoödlor.

## Underarter
Arten delas in i följande underarter:
- P. p. przewalskyi
- P. p. pollicaris